# Herbert Akroyd Stuart
Herbert Akroyd Stuart (* 28. Januar 1864 in Halifax (West Yorkshire); † 19. Februar 1927 in Claremont, Western Australia) war ein englischer Erfinder. Er meldete unter anderem 1890 in London einen Viertakt-Glühkopfmotor zum Patent an, den Hornsby-Akroyd-Motor. Mit seinen Erfindungen trat Stuart in Konkurrenz zum Dieselmotor, der sich aber letztlich durchsetzte.

## Leben

### Herkunft, Ausbildung und erste Berufstätigkeit
Akroyd Stuart kam 1864 als zweites von sechs Kindern des Modell- und Maschinenbauers Charles Stuart und dessen Ehefrau Ann, geb. Akroyd, in Halifax in der Victoria Street Nr. 37 zur Welt. Sein Vater stammte aus der schottischen Stadt Paisley und arbeitete ab spätestens 1858 in Halifax. Seine Mutter war die Tochter des Kammgarnwebers Jonathan Ackroyd aus Luddenden bei Halifax.
Stuart besuchte ab 12 Jahren die St Bartholomew’s Grammar School in Newbury, Berkshire. Bald darauf zog seine Familie nach Fenny Stratford in Bletchley, wo sein Vater das Unternehmen Bletchley Iron and Tinplate Works erworben hatte, welches Dampfmaschinen und Kessel produzierte. Nach Abschluss der Schule arbeitete Stuart im Unternehmen seines Vaters mit und führte es nach dessen Tod weiter. Außerdem war er zwischenzeitlich als Assistent am Maschinenbau-Fachbereich des City and Guilds Technical College in Finsbury, London, tätig.

### Entwicklung und Bedeutung des Hornsby-Akroyd-Motors

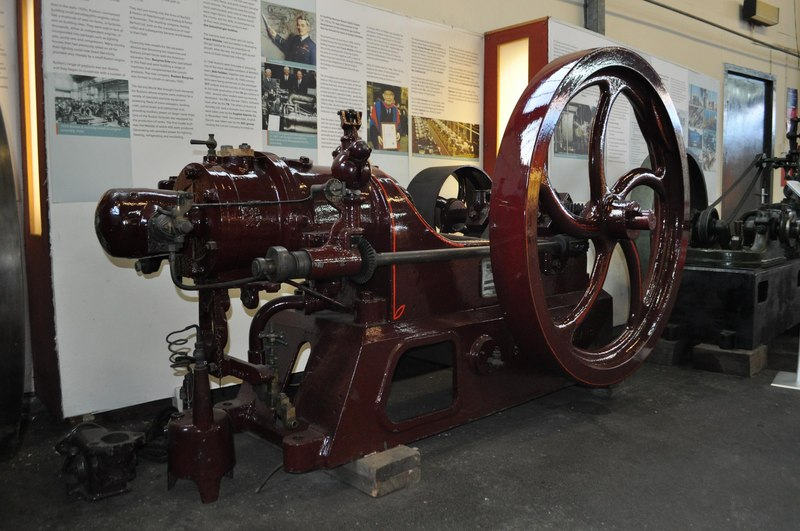
Hornsby-Akroyd-Motor, gebaut 1893

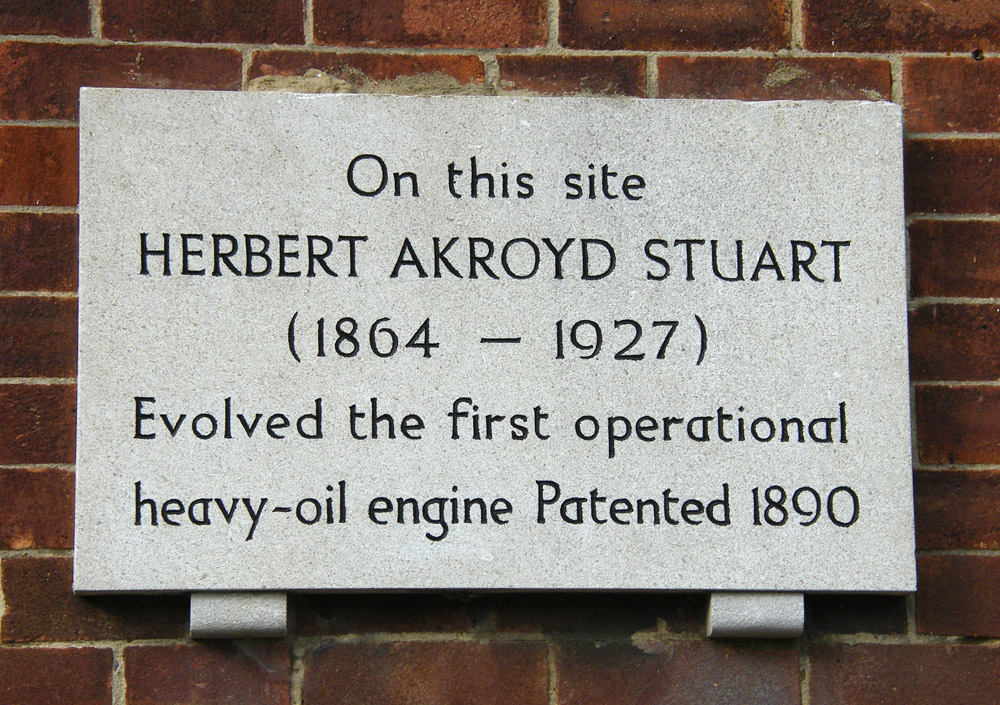
Gedenktafel in Bletchley, Denmark Street, wo Stuart seinen Motor entwickelte

In der Werkstatt seines Vaters führte Stuart Experimente durch, bei denen er sich unter anderem mit der Entwicklung eines verbesserten Verbrennungsmotors beschäftigte. Die Idee zu seinem Glühkopfmotor kam ihm nach eigenen Angaben, als er 1885 versehentlich Öl von einer Petroleumlampe in ein Gefäß mit geschmolzenem Zinn spritzte. Dabei verdampfte das Öl, stieg zur Lampe auf und ging dort in Flammen auf. Stuart erkannte daran, was passiert, wenn Öldampf sich mit Luft vermischt und entzündet und begann einen Motor zu entwickeln, der auf der Verdampfung des Treibstoffs basiert.
1886 reichte Stuart zwei erste Patente ein und 1890 zwei weitere, auf denen sein Glühkopfmotor beruht (Rudolf Diesel meldete sein erstes Patent erst 1892 an). Zu diesem Zeitpunkt existierten bereits ein paar von Stuarts Motoren zu Testzwecken und kurz darauf übernahm Richard Hornsby & Sons die Patente sowie die Weiterentwicklung, Herstellung und den Vertrieb des Hornsby-Akroyd-Motors. Dieser war durchaus erfolgreich, da einfach, effizient und zuverlässig, wenn auch relativ langsam und mit begrenzter Leistung (Pferdestärken). Auch benötigte er einige Minuten Vorwärmung.
Zwischen 1892 und 1922 wurden viele Tausend der Hornsby-Akroyd-Motoren hergestellt, ein großer Teil davon fand Einsatz in stationären landwirtschaftlichen Maschinen. 1896 wurde der Hornsby-Akroyd-Motor in den ersten mit Öl angetriebenen Traktor und eine der ersten ölgefeuerten Lokomotiven eingebaut. Auch in einem militärischen Traktor fand er Verwendung, wofür Stuart 1903 vom War Office ausgezeichnet wurde. 1905 folgte ein erster Caterpillar-Traktor mit 20-PS-Hornsby-Akroyd-Motor. Letztlich konnte sich das Produkt aber trotz Versuchen der Weiterentwicklung nicht dauerhaft gegen den schnellen Dieselmotor durchsetzen.

### Emigration nach Australien und Lebensende
Um 1900 migrierte Stuart nach Western Australia, wo er zusammen mit seinem Bruder Charles das Unternehmen Saunders & Stuart aufbaute und sich mit Fallstrom-Holzvergasern beschäftigte. 1901 wurde er in die Institution of Mechanical Engineers aufgenommen. Mit der Würdigung seiner Leistungen war Stuart jedoch recht unzufrieden. Er kämpfte um seine Anerkennung als Erfinder des Glühkopfmotors mit Kompressionszündung und versuchte (erfolglos) dagegen vorzugehen, dass der Begriff „Diesel“ für nahezu alle Arten von Motoren verwendet wurde.
Stuart blieb zeitlebens unverheiratet. Er starb 1927 an Kehlkopfkrebs in seinem Haus in Claremont, einem Vorort von Perth. Seine sterblichen Überreste wurden nach England überführt und auf dem Friedhof der All Souls Anglican Church in Akroydon, Halifax, begraben. In seinem Testament bestimmte Stuart, dass nach seinem Tod alle von ihm hinterlassenen Schriften, Zeichnungen und Modelle verbrannt werden sollten.
Anlässlich seines hundertsten Geburtstags 1964 ließ der archäologisch-historische Verein von Bletchley eine Tafel zum Gedenken an Akroyd Stuart enthüllen.